# 가와타나역
가와타나역(일본어: 川棚駅)은 일본 나가사키현 히가시소노기군 가와타나정에 위치한 규슈 여객철도 오무라 선의 철도역이다. 상대식 승강장 2면 2선의 구조를 갖춘 지상역이다.

## 타는 곳
| 1 | ■ 오무라 선 | 하행 | 오무라 · 이사하야 · 나가사키 방면   |
| 2 | ■ 오무라 선 | 상행 | 하우스텐보스 · 하이키 · 사세보 방면 |

## 이용 현황
| 승차 인원 추이 | 승차 인원 추이 |
| 연도           | 1일 평균       |
| -------------- | -------------- |
| 2000           | 1,025          |
| 2001           | 1,013          |
| 2002           | 977            |
| 2003           | 988            |
| 2004           | 1,000          |
| 2005           | 1,038          |
| 2006           | 1,026          |
| 2007           |                |
| 2008           |                |
| 2009           |                |
| 2010           | 1,040          |

## 역 주변
- 가와타나 강
- 나가사키 가와타나 의료 센터

## 인접 역
| 큐슈여객철도 오무라 선   | 큐슈여객철도 오무라 선   | 큐슈여객철도 오무라 선          |
| ------------------------ | ------------------------ | ------------------------------- |
| 하우스텐보스 하이키 방면 | ■ 쾌속 '시사이드 라이너' | 소노기 이사하야 · 나가사키 방면 |
| 오구시고 하이키 방면     | ■ 보통                   | 소노기 이사하야 · 나가사키 방면 |